# Schistura scaturigina
Schistura scaturigina е вид лъчеперка от семейство Nemacheilidae. Видът не е застрашен от изчезване.

## Разпространение
Разпространен е в Индия (Бихар, Дарджилинг, Джаркханд, Сиким и Утар Прадеш) и Непал.

## Описание
На дължина достигат до 10 cm.